# Melanophthalma distinguenda
Melanophthalma distinguenda is een keversoort uit de familie schimmelkevers (Latridiidae). De wetenschappelijke naam van de soort werd in 1837 gepubliceerd door Comolli.